# 透光鏡
透光镜即古鏡，其外形與中國古代的銅鏡一樣，同樣是由銅鑄成，背後有圖案及文字，反射面磨得很光亮，可以照人。當以一抹光線照到鏡面，反射後投到牆壁上，本應當是一個平淡無奇的圓形光亮區域。然而，在這個光亮區域會出現鏡背面上的圖案及文字，好像是透過來似的，故稱之為透光鏡。

## 歷史
在大约西元800年唐朝（西元618至907年）时期的一本小说《古镜记》，描述了古镜中描述了浇铸实心铜镜的方法。这种古镜背面装饰著文字或者图案，并且在抛光那面反射光线时，可将背面这些花纹投影在反光光晕中；由于这种看似透明效果，古镜亦得名透光镜。不幸的是，唐本《古镜记》已佚数世纪，不过古镜在沈括（西元1031至1095年）《梦溪笔谈》中有述及，且沈家拥有三铜镜为传家之宝。由于沈括困惑于固体金属怎样加工才可以透光，他推测这应该是用上了某种淬火技术在镜面上制造极端细小、肉眼无法观察到的纹路。虽然他利用淬火不同冷却速率的解释不正确，但是在镜面有著细微、肉眼无法分辨镜面曲度的看法是正确的；一如威廉·布拉格于西元1932年所发现那样（西方科学家在18世纪发现此物后为此莫名其妙了整个世纪，即西方称中国古「透光镜」为「魔镜」的由来），这些镜子本身并不透明。罗伯特·坦普尔描述了这些学者的解释：「镜子最开始的形状 — 包括背面设计 — 是扁平浇铸的，而表面凸起是后来经过刮擦产生。镜面后来抛光后变得亮闪闪的。由这些程序累建起的应力造成表面较薄的部分向外凸起，且比较厚的部分更凸。最后，镜面敷上一层汞齐；这造成了更强的应力和选择性变形。结果是镜面不完美，与镜背花纹相匹配，尽管这种不完美对肉眼来说太小看不太出来。但是，当镜子将明亮的阳光反射到墙上时，由于镜面将产生的影像整体放大，其效果就好像光线穿过实心铜镜般其重现背部花纹。